# Henning Sedlmeir
Henning Sedlmeir (* 1967 in Bexbach) ist ein deutscher Musiker, Sänger und Unterhaltungskünstler. Sein musikalisches Spektrum umfasst Trash, Punkrock, Schlager-Satire und Elektronische Musik.

## Biografie
Von 1992 bis 1996 war Sedlmeir Sänger und Texter der Saarbrücker Noise-Rock-Band „Blind“. Nach Erscheinen des ersten offiziellen Albums „Pseudoamericanroutine“ folgen Auftritte im Rockpalast, eine Tournee mit den Melvins und Gastspiele in Deutschland, Frankreich, Tschechien und England. 1995 ging die Band erneut ins Studio, um mit Alexander Hacke (Einstürzende Neubauten) als Produzent ihr zweites Album „Life Guard“ aufzunehmen.
1996 gründete Sedlmeir das Minimal-Trash-Rock-Duo „Stereohools“. Teil des Konzeptes ist es, alle Songs ausschließlich auf Musik-Kassette zu veröffentlichen und über Autobahn-Raststätten zu vertreiben. Dennoch publizieren die Stereohools 1999 ihre EP „Back from Japan“ auf Vinyl.
Seit 2002 arbeitet Sedlmeir vorwiegend solo. Mit Gitarre und Rhythmus-Maschine tritt er in Deutschland, England, Österreich und der Schweiz auf. Sein Debütalbum „Hard Rock Roboter • Germany“ erschien 2004. Im gleichen Jahr zog er von Köln nach Berlin. Das 2006 erschienene Album „feelings“ produzierte er mit Tilo Schierz-Crusius (Surrogat) und Moses Schneider. Von 2006 bis 2008 bereiste er gemeinsam mit Oliver Maria Schmitt (Titanic) Deutschland bis in die Provinzen mit einem gemeinsamen Programm.
Seit 2011 erarbeitet Sedlmeir mit dem Künstler Carsten Lisecki das Genre-sprengende Format „The große Lisecki & Sedlmeir Show“. Inhaltlich behandelt diese Show „vermeintlich Uninteressantes“ mittels Musik, Kurztexten und Dokumentarfilmen.
Zwischenzeitlich ist Sedlmeir als Moderator, Conférencier und Schauspieler tätig.
2014 begann er, sein Programm um ein visuelles Element zu erweitern: Projektionen in schwarz-weiß auf der Bühne bilden eine zweite Ebene und abstrahieren oder konkretisieren die Song-Inhalte. So entsteht eine Art Kino hinter dem Auftritt, mit dem Sedlmeir zeitweise interagiert. 2018 schrieb er gemeinsam mit Ahne das Kriminal-Musical „Rache!“, zu dem er auch die Musik komponierte.

## Bands
- Blind
- Stereohools
- Firemen2

## Diskographie
- 1994 – Blind / Pseudoamericanroutine (CD, Day Glo Records / Rough Trade)
- 1996 – Blind / Life Guard (CD, Day Glo Records / Rough Trade)
- 1996 – Stereohools (MC, Short Egg Records)
- 1997 – Stereohools / Rock’n’Roll Nonstop (MC, Short Egg Records)
- 1999 – Stereohools / Back from Japan (EP, Rookie Records)
- 2001 – Firemen2 / Highway Dreams (CD, Danger Freak Records)

## Solo-Diskographie
- 2004 – Sedlmeir / Hard Rock Roboter (CD, Haute Areal / Cargo Records)
- 2006 – Sedlmeir / Feelings (CD, Haute Areal / Cargo Records)
- 2007 – Sedlmeir / Zäher than Leather (EP Pinhead / Haute Areal)
- 2010 – Sedlmeir / Import Export (CD, Haute Areal / Cargo Records)
- 2013 – Sedlmeir / Singularität (CD, Haute Areal / Cargo Records), (LP, in gute Hände / Cargo Records)
- 2015 – Sedlmeir / Melodien sind sein Leben (CD, LP, Rookie Records / Cargo Records)
- 2017 – Sedlmeir / Fluchtpunkt Risiko (CD, LP, Rookie Records)
- 2019 – Sedlmeir / Senioren gegen Faschismus (CD, LP, Weltgast)